# Amblie
Amblie è un ex comune francese di 270 abitanti situato nel dipartimento del Calvados nella regione della Normandia. Dal 1º gennaio 2017 il comune è stato accorpato ai comuni di Lantheuil e Tierceville per formare il nuovo comune di Ponts sur Seulles.

## Società

### Evoluzione demografica
Abitanti censiti